# Habenaria tridactylites
Habenaria tridactylites är en orkidéart som beskrevs av John Lindley. Habenaria tridactylites ingår i släktet Habenaria och familjen orkidéer. IUCN kategoriserar arten globalt som livskraftig.
Artens utbredningsområde är Kanarieöarna. Inga underarter finns listade i Catalogue of Life.

## Bildgalleri

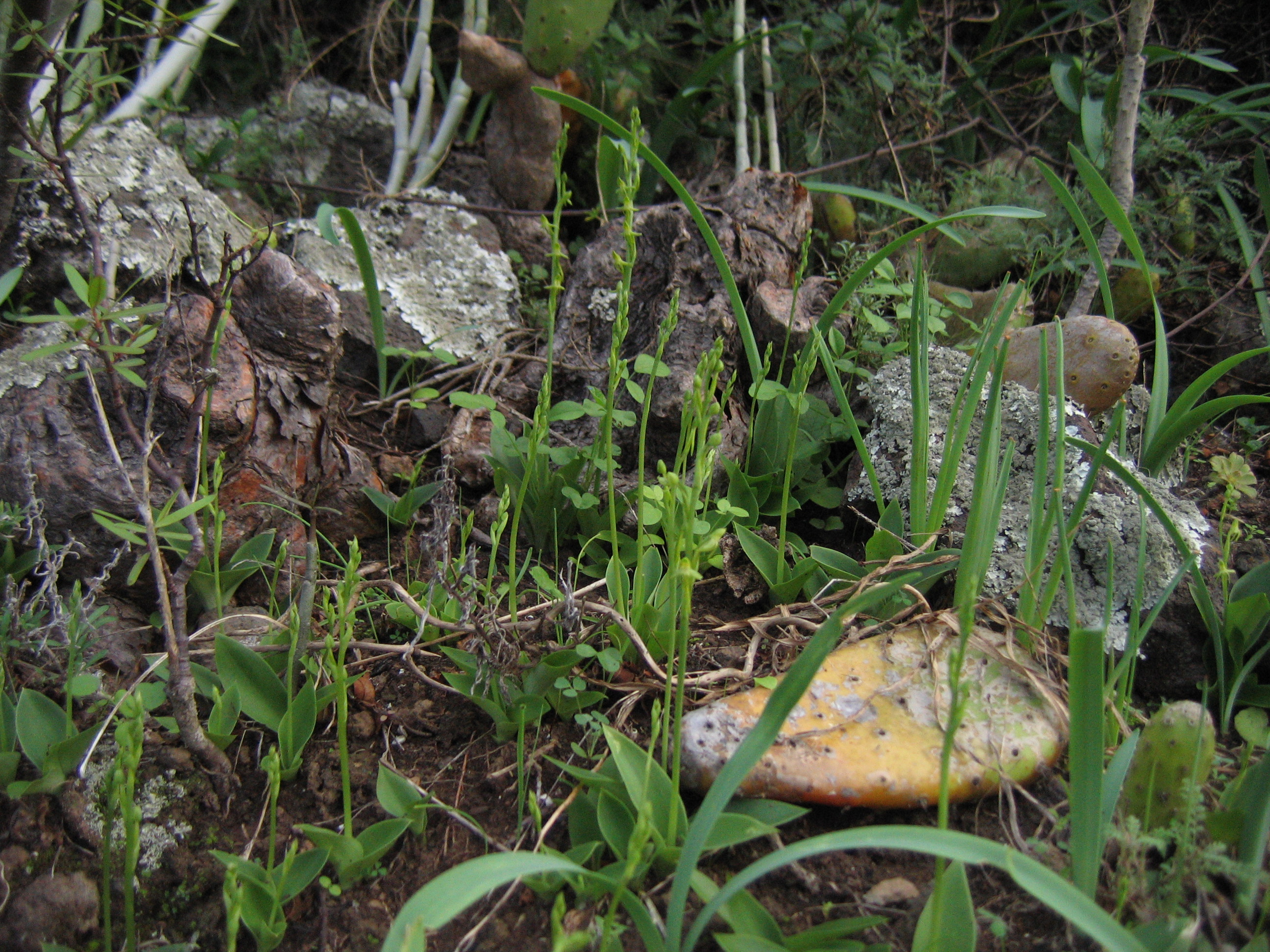
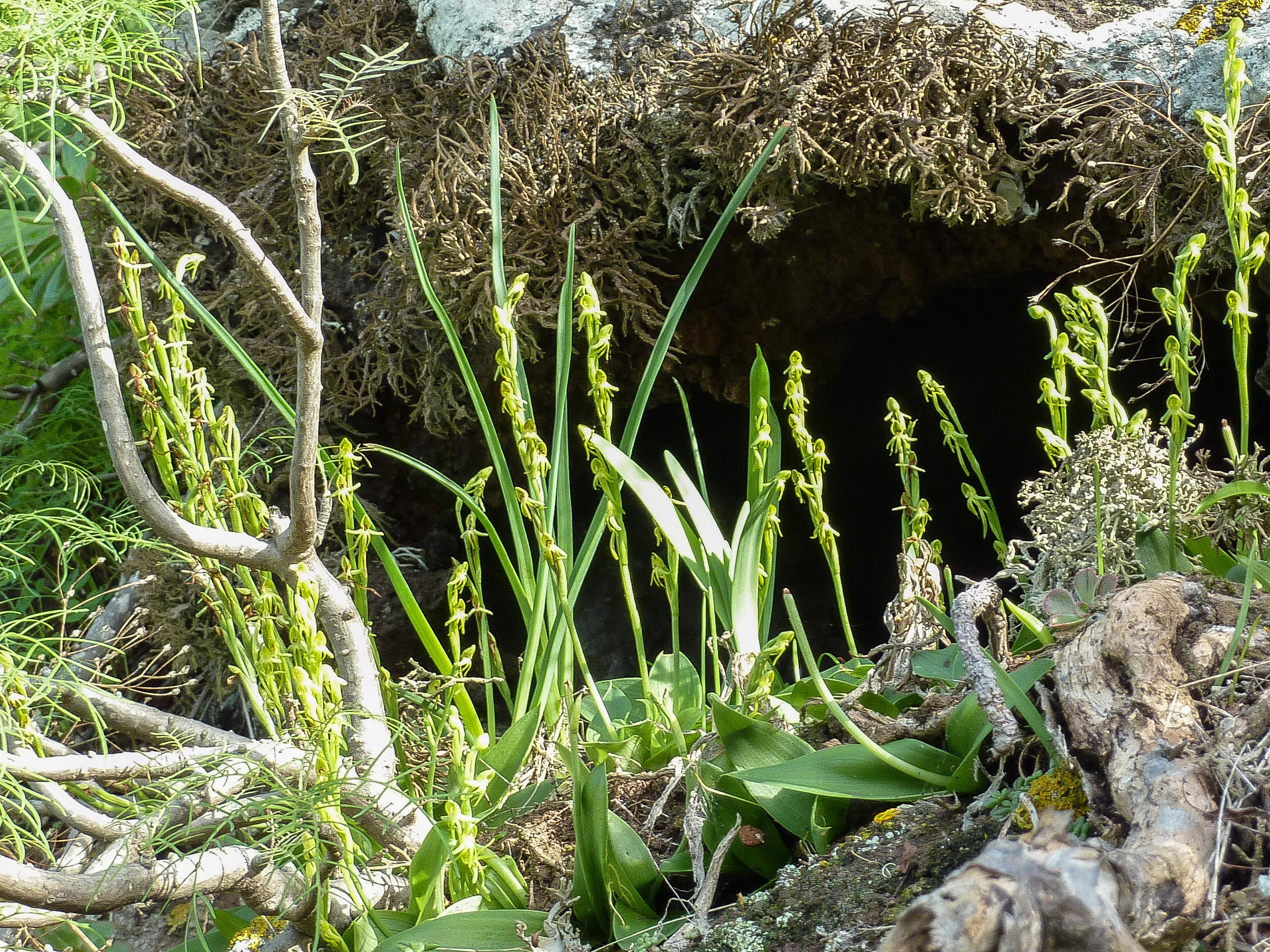
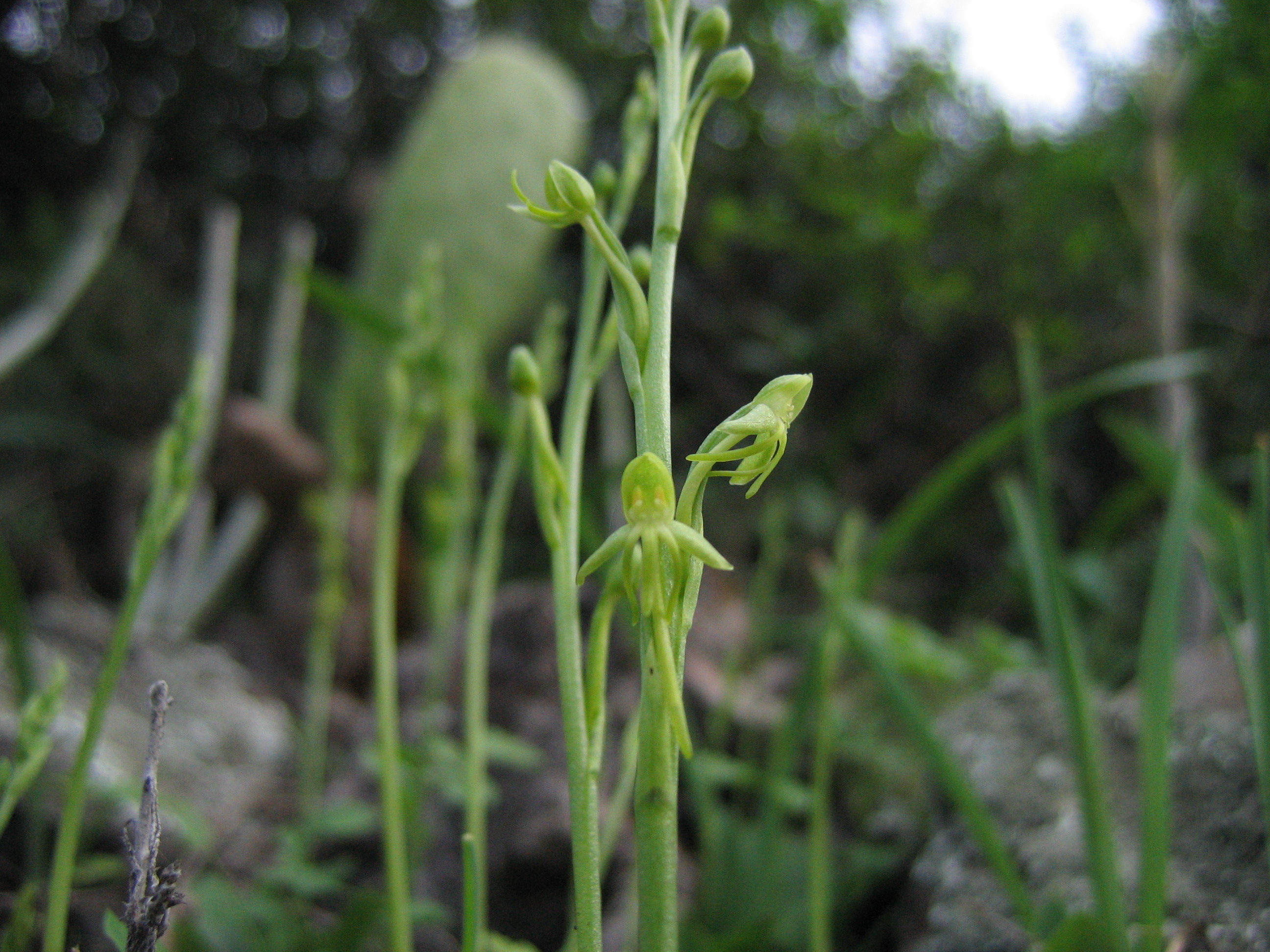
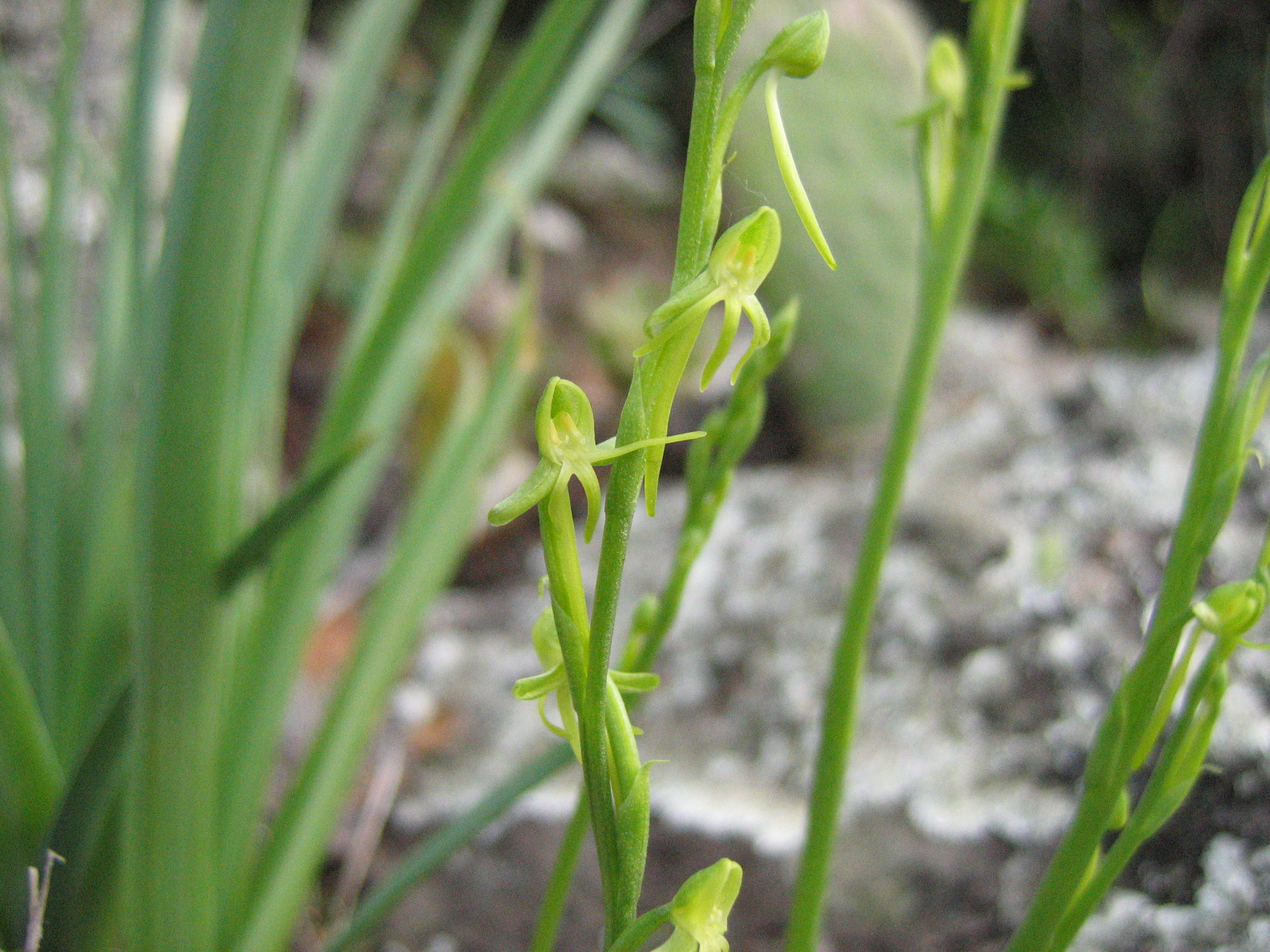